# Geographically Speaking
Geographically Speaking era un programa de televisión estadounidense, emitido por la cadena NBC, y que debutó el 9 de junio de 1946. Era presentado por Carveth Wells, quien narraba sus películas caseras de 16 milímetros. Cuando ella dejó de realizar películas caseras, el programa fue cancelado.

## Estado de los episodios
No se conoce de ninguna grabación existente en algún archivo, dado que el programa era transmitido en vivo y no había forma de grabar la televisión en vivo hasta 1947, y aun así unos pocos programas eran grabados.